# Haptoglobina
La haptoglobina es una proteína plasmática que se une a la hemoglobina libre formando complejos de hemoglobina-haptoglobina, retirados de la circulación a través del hígado y catabolizados por las células del parénquima hepático.

## Uso clínico
Cuando existe hemólisis intravascular (los glóbulos rojos se destruyen dentro de los vasos sanguíneos), hay un aumento de la hemoglobina libre, disminuyendo la concentración de haptoglobina en sangre por aumento de la unión de ésta a la hemoglobina y su destrucción a nivel hepático.
También puede verse disminuida en: hepatopatías, hemocromatosis, situaciones en los que hay pérdidas de proteínas, ciertos fármacos (anticonceptivos orales por ejemplo), en el ejercicio físico intenso, y en niños y embarazadas.
Además la haptoglobina es una proteína de fase aguda, por lo que en ocasiones puede elevarse en procesos inflamatorios (ej: infecciones).
La haptoglobina actúa mediante la formación de dímeros unidos no covalentemente, de tal manera que cada dímero es capaz de unirse a dos moléculas de hemoglobina a través de interacciones no covalentes en el extremo carboxilo-terminal de una de las subunidades α de la hemoglobina, evitando así la pérdida de ésta por el riñón y el daño renal ocasionado por derivados oxidados de la hemoglobina.

## En otras especies
En cetáceos, en particular en el rorcual Minke, existen una serie de mutaciones puntuales en el gen de la haptoglobina, que ocasionan un cambio en el aminoácido codificado. Por un lado, facilitan la dimerización de dos monómeros gracias a una mayor interacción hidrofóbica entre estos (Pro48Leu y Val58Leu), y por otro lado, mejoran las interacciones polares con el extremo carboxilo-terminal de la hemoglobina (His137Asn).